# Bloedmeel
Bloedmeel is gedroogd en fijngemalen bloed, afkomstig van slachthuizen. Het is een organische meststof die ongeveer 13% stikstof bevat. Het kan in water opgelost worden en in vloeibare vorm aan de bodem toegevoegd worden. Het bevordert de groei van bladeren en stengels en herstelt geelverkleuring veroorzaakt door een tekort aan stikstof.
Bloedmeel kan ook in de tuin uitgespreid worden als afweerstof tegen dieren zoals konijnen.
Het kan ook toegevoegd worden aan diervoeder, hoewel dit in de biologische landbouw niet wordt toegepast, omwille van de mogelijkheid van infectie met BSE.